# Susi Schuster
Susi Schuster (* 3. November 1940 in Zwickau; eigentlicher Name Susanna Thekla Schuster) ist eine deutsche Schlagersängerin, die vor allem in der DDR erfolgreich war. Sie ist als Jodel- und Twistsängerin bekannt.

## Leben
Susi Schuster wurde im Zwickauer Stadtteil Marienthal geboren. Ihr Vater war Musiklehrer. Mit vier Jahren spielte sie Blockflöte, mit fünf Jahren jodelte sie bereits. 1947 hatte sie in Zwickau ihren ersten öffentlichen Auftritt.
Ab 1958 trat sie mit dem Männerquartett Die vier Brummers auf und sang dabei Titel wie Siebentausend Rinder und In the Mood. 1961 trat Susi Schuster erstmals im Ost-Berliner Friedrichstadtpalast in der Fernsehsendung Da lacht der Bär auf. In den 1960er Jahren ging sie zwei Jahre zusammen mit Leni Statz auf Tournee. Weitere bekannte Titel Schusters sind Jodel-Twist, Es lebe unser Trabi und ihre Version von Von den blauen Bergen kommen wir. 1992 nahm sie in Dänemark eine Country-CD auf. Bis heute ist sie als Jodel- und Country-Sängerin aktiv.
Susi Schuster ist in zweiter Ehe verheiratet.

## Diskografie

### Singles
- 1963: Siebentausend Rinder / Jodel-Twist (Amiga)

### Sampler
- 1967: Siebentausend Rinder auf Amiga-Express 1964 (Amiga)
- 1989: Siebentausend Rinder auf Die frühen Jahre: Die vier Brummers / Hemmann-Quintett (Amiga)
- 1992: In the Mood
- 2003: Jodel-Twist auf Twist in der DDR (Bear Family)
- 2007: Jodel-Twist auf Amiga HITstory 1957–1967 (Hansa)